# MTV Europe Music Awards 2020
Die MTV Europe Music Awards 2020 (EMAs) wurden am 8. November 2020 vergeben. Wegen der COVID-19-Pandemie in Europa wurde ähnlich wie bei den MTV Video Music Awards 2020 ein Onlineformat gewählt. Die einzelnen Auftritte wurden an unterschiedlichen Orten gefilmt und dann zu einem zweistündigen Stream zusammengefügt. Die Veranstaltung wurde in 180 Staaten übertragen.
Die Moderation übernahm die Popgruppe Little Mix, wobei Jesy Nelson wegen Krankheit absagen musste.
Lady Gaga wurde in insgesamt sieben Kategorien nominiert. Sie führte damit vor BTS und Justin Bieber mit fünf. Die meisten EMAs bekamen BTS, die bis auf eine alle fünf nominierten Kategorien gewannen. Bereits im Vorjahr hatten sie die meisten Awards gewonnen.
Drei neue Kategorien wurden eingeführt: Best Latin, Video for Good und Best Virtual Live.

## Auftritte

### Liveauftritte
| Künstler                | Lieder                          |
| Preshow                 | Preshow                         |
| ----------------------- | ------------------------------- |
| Why Don’t We            | Fallin’ (Adrenaline)            |
| Madison Beer            | Baby                            |
| 24kGoldn und Iann Dior  | Mood                            |
| Hauptshow               |                                 |
| Doja Cat                | Say So                          |
| Jack Harlow             | Tyler HerroWhat's Poppin        |
| Sam Smith               | Diamonds                        |
| David Guetta und Raye   | Let's Love                      |
| Maluma und Aya Nakamura | DjadjaHawái                     |
| DaBaby                  | RockstarBlindPractice           |
| Little Mix              | Sweet Melody                    |
| Alicia Keys             | Love Looks Better               |
| Tate McRae              | You Broke Me First              |
| Karol G                 | Bichota                         |
| Yungblud                | Cotton CandyStrawberry Lipstick |
| Zara Larsson            | Wow                             |

### Präsentatoren
- Becca Dudley – Moderatorin der Preshow
- Jamila Mustafa – Moderatorin der Preshow
- Anitta – präsentierte Best Video
- Bebe Rexha – präsentierte Best Artist
- Madison Beer – präsentierte Best Song
- Rita Ora – präsentierte Best Electronic
- Roman Reigns – präsentierte Best Pop
- Winnie Harlow – präsentierte Best Latin
- Annemarie – präsentierte Best New & Best Group
- Big Sean – präsentierte Best Hip-Hop
- Lewis Hamilton – präsentierte Video for Good
- DJ Khaled – kündigte Maluma & Aya Nakamura und Karol G an
- Dave Grohl von den Foo Fighters – kündigte Yungblud an
- Barbara Palvin – moderierte aus Budapest

## Gewinner und Nominierte
| Best Song | Best Video |
| --- | --- |
| BTS – Dynamite - DaBaby (featuring Roddy Ricch) – Rockstar - Dua Lipa – Don't Start Now - Lady Gaga und Ariana Grande – Rain on Me - Roddy Ricch – The Box - The Weeknd – Blinding Lights | DJ Khaled (featuring Drake) – Popstar - Billie Eilish – Everything I Wanted - Cardi B (featuring Megan Thee Stallion) – WAP - Karol G (featuring Nicki Minaj) – Tusa - Lady Gaga und Ariana Grande – Rain on Me - Taylor Swift – The Man - The Weeknd – Blinding Lights |
| Best Collaboration | Best Artist |
| Karol G (featuring Nicki Minaj) – Tusa - Blackpink und Selena Gomez – Ice Cream - Cardi B (featuring Megan Thee Stallion) – WAP - DaBaby (featuring Roddy Ricch) – Rockstar - Justin Bieber (featuring Quavo) – Intentions - Lady Gaga und Ariana Grande – Rain on Me - Sam Smith und Demi Lovato – I’m Ready | Lady Gaga - Dua Lipa - Harry Styles - Justin Bieber - Miley Cyrus - The Weeknd |
| Best Group | Best New |
| BTS - 5 Seconds of Summer - Blackpink - Chloe x Halle - CNCO - Little Mix | Doja Cat - Benee - DaBaby - Jack Harlow - Roddy Ricch - Yungblud |
| Best Pop | Best Electronic |
| Little Mix - BTS - Dua Lipa - Harry Styles - Justin Bieber - Katy Perry - Lady Gaga | David Guetta - Calvin Harris - Kygo - Marshmello - Martin Garrix - The Chainsmokers |
| Best Rock | Best Alternative |
| Coldplay - Green Day - Liam Gallagher - Pearl Jam - Tame Impala - The Killers | Hayley Williams - Blackbear - FKA twigs - Machine Gun Kelly - Twenty One Pilots - The 1975 |
| Best Hip-Hop | Best Latin |
| Cardi B - DaBaby - Drake - Eminem - Megan Thee Stallion - Roddy Ricch - Travis Scott | Karol G - Anuel AA - Bad Bunny - J Balvin - Maluma - Ozuna |
| Best Virtual Live | Best Push |
| BTS - J Balvin - Katy Perry - Little Mix - Maluma - Post Malone | Yungblud - AJ Mitchell - Ashnikko - Benee - Brockhampton - Conan Gray - Doja Cat - Georgia - Jack Harlow - Lil Tecca - Tate McRae - Wallows |
| Biggest Fans | Video for Good |
| BTS - Ariana Grande - Blackpink - Justin Bieber - Lady Gaga - Taylor Swift | H.E.R. – I Can’t Breathe - Anderson Paak – Lockdown - David Guetta und Sia – Let's Love - Demi Lovato – I Love Me - Jorja Smith – By Any Means - Lil Baby – The Bigger Picture                                                                                          |
| Generation Change | |
| Luiza Brasil Kiki Mordi Temi Mwale Catherhea Potjanaporn Raquel Willis | |

### Regionale Awards
| Europa                                                                                | Europa                                                                       |
| Best Belgian Act                                                                      | Best Dutch Act                                                               |
| ------------------------------------------------------------------------------------- | ---------------------------------------------------------------------------- |
| Angèle - IBE - Blackwave. - OT - Lost Frequencies                                     | Emma Heesters - Davina Michelle - Tabitha - Bilal Wahib - Suzan & Freek      |
| Best French Act                                                                       | Best German Act                                                              |
| Matt Pokora - Soprano - Slimane et Vitaa - GIMS - Aya Nakamura                        | Fynn Kliemann - Apache 207 - Lea - Nico Santos - Shirin David                |
| Best Hungarian Act                                                                    | Best Israeli Act                                                             |
| Dzsúdló - Irie Maffia - ByeAlex - Viktoria Metzker - Carson Coma                      | Noa Kirel - Carakukly - Eden Hason - Noga Erez - Noroz & Boi Ecchi           |
| Best Italian Act                                                                      | Best Nordic Act                                                              |
| Diodato - Elettra Lamborghini - Levante - Irama - Random                              | Zara Larsson - Branco - Gilli - Alma - Kygo                                  |
| Best Polish Act                                                                       | Best Portuguese Act                                                          |
| Margaret - Quebonafide - Krzysztof Zalewski - Daria Zawiałow - sanah                  | Fernando Daniel - Bárbara Bandeira - Diogo Piçarra - Bispo - Dino D'Santiago |
| Best Russian Act                                                                      | Best Spanish Act                                                             |
| Niletto - Cream Soda - Morgenshtern - Klava Coca - Manizha                            | La La Love You - Leiva - Don Patricio - Aitana - Carolina Durante            |
| Best Swiss Act                                                                        | Best UK & Ireland Act                                                        |
| Loredana - Seven - Bligg - Loco Escrito - Pronto                                      | Little Mix - Dave - Dua Lipa - Harry Styles - Stormzy                        |
| Afrika                                                                                |                                                                              |
| Best African Act                                                                      |                                                                              |
| Master KG - Burna Boy - Rema - Kabza De Small und DJ Maphorisa - Sheebah - Gaz Mawete |                                                                              |
| Asien                                                                                 |                                                                              |
| Best Greater China Act                                                                | Best Indian Act                                                              |
| R1SE - AGA - Feng Timo - Waa Wei - Timmy Xu                                           | Armaan Malik - Divine - Kaam Bhaari - Prabh Deep - Siri & Sez on the Beat    |
| Best Japanese Act                                                                     | Best Korean Act                                                              |
| Official Hige Dandism - Hiraidai - Punpee - Rei - Yorushika                           | Stray Kids - Astro - Everglow - Kard - Victon                                |
| Best Southeast Asian Act                                                              |                                                                              |
| Jack (J97) - Agnez Mo - Benjamin Kheng - Ben&Ben - K-Clique - Violette Wautier        |                                                                              |
| Australien und Neuseeland                                                             |                                                                              |
| Best Australian Act                                                                   | Best New Zealand Act                                                         |
| G Flip - Baker Boy - Hayden James - The Kid Laroi - Tones and I                       | Benee - Baynk - Jawsh 685 - L.A.B. - The Naked and Famous                    |
| Amerika                                                                               |                                                                              |
| Best Brazilian Act                                                                    | Best Canadian Act                                                            |
| Pabllo Vittar - Anitta - Djonga - Emicida - Ludmilla                                  | Johnny Orlando - Alessia Cara - The Weeknd - Justin Bieber - Jessie Reyez    |
| Best Caribbean Act                                                                    | Best Latin America North Act                                                 |
| Bad Bunny - Anuel AA - Ozuna - Residente - Rauw Alejandro                             | Danna Paola - Matisse - Jesse & Joy - Sofía Reyes - Zoé                      |
| Best Latin America Central Act                                                        | Best Latin America South Act                                                 |
| Sebastián Yatra - Camilo - J Balvin - Karol G - Maluma                                | Lali - Cazzu - Khea - Nicki Nicole - Tini                                    |
| Best US Act                                                                           |                                                                              |
| Lady Gaga - Cardi B - Megan Thee Stallion - Miley Cyrus - Taylor Swift                |                                                                              |